# WikiRank
Wikirank.net (of WikiRank) - is een online webservice voor automatische kwaliteitsbeoordeling en vergelijking van de artikelen in Wikipedia.
De eerste vermelding van de dienst in wetenschappelijke werken was in 2015. Een van de onderzoeken die de resultaten beschrijft van de kwaliteitsbeoordeling met behulp van de WikiRank-service werd erkend als een van de belangrijkste bevindingen van Wikipedia en andere Wikimedia projecten in 2017-2018.
Het onderscheidende kenmerk van de service is dat hiermee de kwaliteit en populariteit van Wikipedia-artikelen kunnen worden beoordeeld op een schaal van 0 tot 100 als resultaat van de berekening synthetische meetwaarde. Dit vereenvoudigt de vergelijking van de taalversies van de artikelen, die verschillende indelingsschema's en beoordelingsnormen kunnen hebben. Om kwaliteits- en populariteitsgraden te verkrijgen, gebruikt WikiRank verschillende belangrijke genormaliseerde meetwaarden, zoals als tekstlengte, aantal referenties, secties, afbeeldingen, aantal bezoeken en anderen
In het begin was het de service toegestaan om de kwaliteit van artikelen in 7 taalversies te vergelijken. Nu kan de service artikelen in meer dan 50 grote taaledities van Wikipedia evalueren. In de toekomst is het gepland om nieuwe maatregelen voor kwaliteitsbeoordeling op te nemen, inclusief sociale signalen uit sociale bronnen (zoals Facebook, Twitter, Reddit, VKontakte, LinkedIn en andere), evenals analyse van de referenties met behulp van zoekmachines (zoals Google, Bing, Yahoo!, Baidu, Yandex en andere).
WikiRank wordt ook gebruikt voor didactische doeleinden in verschillende instellingen voor hoger onderwijs (zoals de Universiteit van Warschau).